# Impak Finance
 (juin 2020).
Si vous disposez d'ouvrages ou d'articles de référence ou si vous connaissez des sites web de qualité traitant du thème abordé ici, merci de compléter l'article en donnant les références utiles à sa vérifiabilité et en les liant à la section « Notes et références ».
 (juin 2020).
Impak Finance est une institution financière canadienne privée dédiée à l'investissement économique, social et environnemental. Elle est inspirée par la banque néerlandaise Triodos.